# Тихвинская церковь (Костино)
Церковь Тихвинской иконы Божией Матери (Тихвинская церковь) — православный храм в селе Костино Дмитровского муниципального округа Московской области. Входит в состав Яхромского благочиния Сергиево-Посадской епархии Русской православной церкви.

## История
В 1504 году деревня Костина Вышегородского стана была вотчиной Борисоглебского монастыря.
В 19 ноября (ст. стиль) 1734 года в сельце Лавровки в Радонежи и Бели стану Московского уезда (8 верстах от села Ассаурово) комнатному стольнику Ивану Петрову (сына Матюшкина) было получено разрешение на постройку церкви Тихвинской иконы Божией Матери с кладбищем. В 1736 году церковь была освящена. Штат церкви состоял из попа, дьяка и пономаря. 
Около 1856 года церковь была перенесена в Костино и после перестроена в кирпиче. В 1860-е годы возведены в камне ограда и сторожка. В 1889 году по проекту архитектора Н. Д. Струкова была переделана трапезная (по другим данным колокольня).
В 1937 году церковь была разграблена. В годы Великой Отечественной войны в здании была устроена школа, затем склад. В дальнейшем помещение использовалось под мясной рынок.
В 1996 году церковь была возвращена Русской православной церкви. В 2004 году был проведён ремонт.

## Архитектура
Здание церкви представляет собой одноглавый четверик с прямоугольной апсидой покрытый куполом, на котором стоит барабан с главой. Здание соединяется трапезной с трехъярусной колокольней на которой главка с крестом. 
Основное здание церкви ближе к классицизму. Колокольня выполнена более изящно, с оформленным фризом и украшена килевыми световыми проёмами. Наподобие колокольни наличники окон храма также украшены килевидными кокошниками.
В трапезной находятся Никольский и Ильинский приделы.

## Настоятели
- Игорь Обухов

## Престольные праздники
- Тихвинской иконы Божией Матери — 9 июля;
- Илии Пророка — 2 августа;
- Николая Чудотворца — 22 мая (перенесение мощей), 19 декабря[6].